# 路以周
路以周（？—？），中國清朝官員，山東招遠人。
路以周為康熙五十年（1711年）辛卯科舉人。雍正八年（1730年）任台灣府彰化縣知縣，次年九月被臺灣道倪象愷摘印。雍正十年（1732年）接替冷歧暉擔任台灣府台灣縣知縣。雍正十二年（1734年）調任福安知縣。